# Mein Småland
Mein Småland (schwedisch Mitt Småland) ist ein Buch von Astrid Lindgren und Margareta Strömstedt.

## Inhalt
Das Buch ist autobiografisch. Astrid Lindgren berichtet, wie sie in Småland aufwächst. Sie beschreibt die Spiele, wie Nicht den Boden berühren, die sie als Kind oft gespielt hat, aber auch, dass sie und ihre Geschwister bei den Tätigkeiten auf dem Hof helfen mussten. So sollten sie bereits im Alter von sechs Jahren Rüben ziehen oder Brennnesseln rupfen. Lindgren berichtet, wie sie und ihre Geschwister an einem uralten Baum, den sie Eulenbaum nannten, spielten. Später wurde dieser Baum zu Pippi Langstrumpfs Limonadenbaum. Außerdem schreibt Lindgren, wie sie mit ihren Pferden Maj und Maud auf der Kutsche zum Festessen zu ihren Verwandten gefahren ist. Auch von den Kirchenbesuchen, bei denen sie und ihr Bruder Gunnar nicht verstehen, was ihnen der Pfarrer mitteilen möchte, berichtet Lindgren. Lindgren erzählt, wo ihre Geschichten spielen, wo das Geschäft ist, in dem Pippi Langstrumpf ihre Bonbons kauft, wo Alva und der Schornsteinfeger aus Madita zusammen tanzen, welches Grab sie zu den Brüdern Löwenherz inspirierte usw.

## Hintergrund
In Schweden wurde das Buch erstmals 1987 von Rabén & Sjögren unter dem Titel Mitt Småland veröffentlicht. In Deutschland erschien es ein Jahr später beim Oetinger Verlag. Das Buch enthält private Aufnahmen aus Astrid Lindgrens Familienalbum und Illustrationen aus ihren Kinderbüchern. Astrid Lindgren schrieb das Buch gemeinsam mit Margareta Strömstedt. Es entstand, nachdem Lindgren und Strömstedt im Rahmen einer Fernsehdokumentation über Astrid Lindgren zusammengearbeitet hatten. Jan-Hugo Norman machte einige der Fotos aus dem Buch. Anna-Liese Kornitzky übersetzte den Text ins Deutsche. Neben Das entschwundene Land ist dieses Buch eines der wenigen Bücher, die Lindgren für Erwachsene geschrieben hat.

## Rezeption
Das Buch wird immer wieder zitiert, wenn es um Astrid Lindgrens Leben geht. Das geschieht sowohl in Artikeln, als auch in Sachbüchern oder in Dokumentarfilmen.
Moly Könyv findet, dass der Leser mithilfe des Textes und der Bilder eine Reise in Astrid Lindgrens Welt unternehmen könne. So würde dieses Astrid Lindgrens eigene småländische Welt zeigen, in der viele ihrer fiktiven Figuren ihr Zuhause hätten.
Büchertreff.de lobt die tollen Fotos und Zeichnungen. Außerdem sei es spannend zu sehen, wie viel Astrid Lindgren aus ihrer Kindheit in ihre Bücher übertragen habe. Sie glaubt, dass Lindgrens weitere Werke, durch das Lesen dieses Buches, noch einmal völlig anders wahrgenommen werden können und gibt dem Buch fünf von fünf Sternen.